# História de Liechtenstein
O Principado do Liechtenstein desfrutou de um território incorruptível ao longo da História. As suas fronteiras quedaram-se quase imutáveis desde 1434, quando o Reno estabelecia a fronteira entre o Sacro Império Romano Germânico e os cantões da Suíça.
Uma estrada romana atravessa a região de sul para norte, atravessando os Alpes pelo desfiladeiro de Splügen até às margens do Reno, num terreno cujas custosas e frequentes inundações impediam a sua habitação. Villas romanas foram edificadas no sul, e para seus criados, os senhores romanos permitiam o fluxo de cidadãos alemânicos, através das terras do norte. Como marca da sua passagem pelo Vale do Reno e pelo norte do Liechtenstein, foi edificado em Schaan um pequeno forte da época. Os romanos estabelecem-se no sopé dos Alpes, permanecendo em Vaduz, junto ao Reno, ou no Vale de Samina e Triesenberg.
A área, parte da Récia, foi incorporada ao Império Carolíngio e dividida em condados administrativos, mantendo-se assim dividida ao longo dos séculos que a História já levou consigo. O Ducado da Suábia perdeu o seu Duque e Senhor em 1268 e nunca foi restaurado. Todos os vassalos do duque passaram a ser vassalos do Trono Imperial.
O medieval condado de Vaduz, formado em 1342, era uma pequena divisão do condado de Werdenberg, pertencente à dinastia de Monfort de Vorarlberg. No século XV, pelo menos três guerras devastaram o local. Embora o comércio colonial o enriquecesse, como à Suíça, sendo que o país era uma vivo ponto comercial, por onde passavam as «maravilhas» vindas de África, as quais comercializavam com mercadores da restante Europa, ou seja, a «função» do Liechtenstein foi sanear os produtos de luxo vindos das colónias portuguesas para o resto da Europa. Mas no século XVII o Liechtenstein perdeu parte dos seus cidadãos na Guerra dos Trinta Anos. Mais de cem pessoas foram perseguidas e executadas em praça pública.
A dinastia de Liechtenstein, cujo principado tomou por seu o nome do Castelo de Liechtenstein, na Áustria e onde vivia a família aristocrata. A Johann-Adam Liechtenstein, um príncipe de Viena, com possessões na Boémia, na Baixa Áustria, na Styria e na Morávia, foi barrada a entrada para o Conselho de Príncipes, que rodeava e influenciava directamente os Habsbugos. Então comprou Schellenberg em 1699 e Vaduz em 1712. Tudo isto, devido à corrida desenfreada dos nobres e Senhores às terras circundantes da Família Habsburgo. É elevado, então, a Principado Imperial de Liechtenstein, como um feudo do Sacro Império Romano-Germânico
Liechtenstein tornou-se um estado soberano em 1806, quando ratifica a Confederação do Reno, junto a Napoleão I, após a dissolução do Sacro Império. O condado foi ocupado pelas tropas francesas durante alguns anos, mas recupera a sua independência em 1815 com a Confederação Germânica. Em 1862 a Constituição é promulgada, com o Landtag sendo o representante das camadas populares na sociedade. Em 1868, a Confederação foi dissolvida, e o Liechtenstein abole o seu exército, declarando a sua permanente neutralidade, respeitada até durante os anos das Guerras Mundiais.
Em 1852, Liechtenstein consentiu uma união econômica com o Império Austríaco.
Encerrou esta união após a Primeira Guerra Mundial devido a devastação econômica sofrida pela Áustria. Em 1924, Liechtenstein estabeleceu uma união aduaneira e monetária com a Suíça. Mas foi forçada a união com a Suíça, que lhe valeu até na Segunda Grande Guerra, servindo de centro europeu de branqueamento de capitais nazis.
Em 1978 adere ao Conselho da Europa, em 1990 é aceite na ONU, três anos mais tarde junta-se à EFTA, com Portugal já fora da associação de livre comércio, e em 1995 entra para a Área Económica Europeia e torna-se membro da OMC.
Em 1997, o príncipe Hans-Adam II vence disputa com o Parlamento sobre a atribuição de indicar juízes, tarefa até então, a cargo dos deputados.
Em 1999, um relatório do serviço secreto alemão aponta Liechstenstein como um dos paraísos da lavagem de dinheiro do crime organizado internacional.
Em junho de 2000, a Organização para a Cooperação e Desenvolvimento da Europa (OCDE) inclui o país na lista das 15 nações que não cooperam na repressão da lavagem de dinheiro do crime organizado internacional. Mas Hans-Adam declarou que iria regular a economia do país, para que este não gozasse mais desse rótulo, no mínimo, incômodo, para um país europeu.
A 15 de Agosto de 2004, Hans-Adam II do Liechtenstein formalmente delegou o seus poderes no seu filho, Alois de Liechtenstein. Hans Adam II, contudo, mantém-se como soberano.
Simbolizando a sua acção em prol da união com a Europa, o Liechtenstein entra para o Programa Erasmus.